# Руджери, Джованни
Джованни Руджери (итал. Giovanni Ruggeri; 13 апреля 1665, Рим — 1 апреля 1729, Милан) — итальянский архитектор, ученик Карло Фонтаны, представитель архитектуры римского барокко, построивший множество великолепных вилл, особенно в Ломбардии.

## Биография
Джованни родился в Риме 13 апреля 1665 года в семье Джузеппе и Фаустины Ланути. Отец, лепщик-стуккатор, жил в районе Монти в доме Карло Фонтаны; его брат Грегорио также посвятил себя профессии лепщика-декоратора. Известно также, что в 1682 году Джованни Руджери принял участие в конкурсе скульптур Академии Святого Луки в Риме.
После обучения в мастерской Карло Фонтаны в 1690 году он переехал из Рима в Ломбардию (северная Италия). Там он создавал свои произведения в стиле барокко. Среди источников вдохновения архитектора критики выделяют постройки Дж. Л. Бернини, Ф. Борромини, И. Б. Фишера фон Эрлаха.
В 1715 году он спроектировал фасад Палаццо Кузани в Милане, который считается одним из шедевров ломбардской архитектуры XVIII века. Руджери проектировал и строил многие загородные виллы: Виллу Чернуско, виллу Алари Висконти (1719), Кастеллаццо (Милан), виллу Арконати и многие другие.
К постройкам с неопределённой атрибуцией относятся вилла Гриффони Сант-Анджело в Кастель-Габбьяно, вилла Сормани в Бругерио, палаццо Тривульцио в Милане, вилла Арконати в Боллате, вилла Тривульцио в Омате и вилла Кавацци делла Сомалия Литта в Орио-Литта.

## Галерея

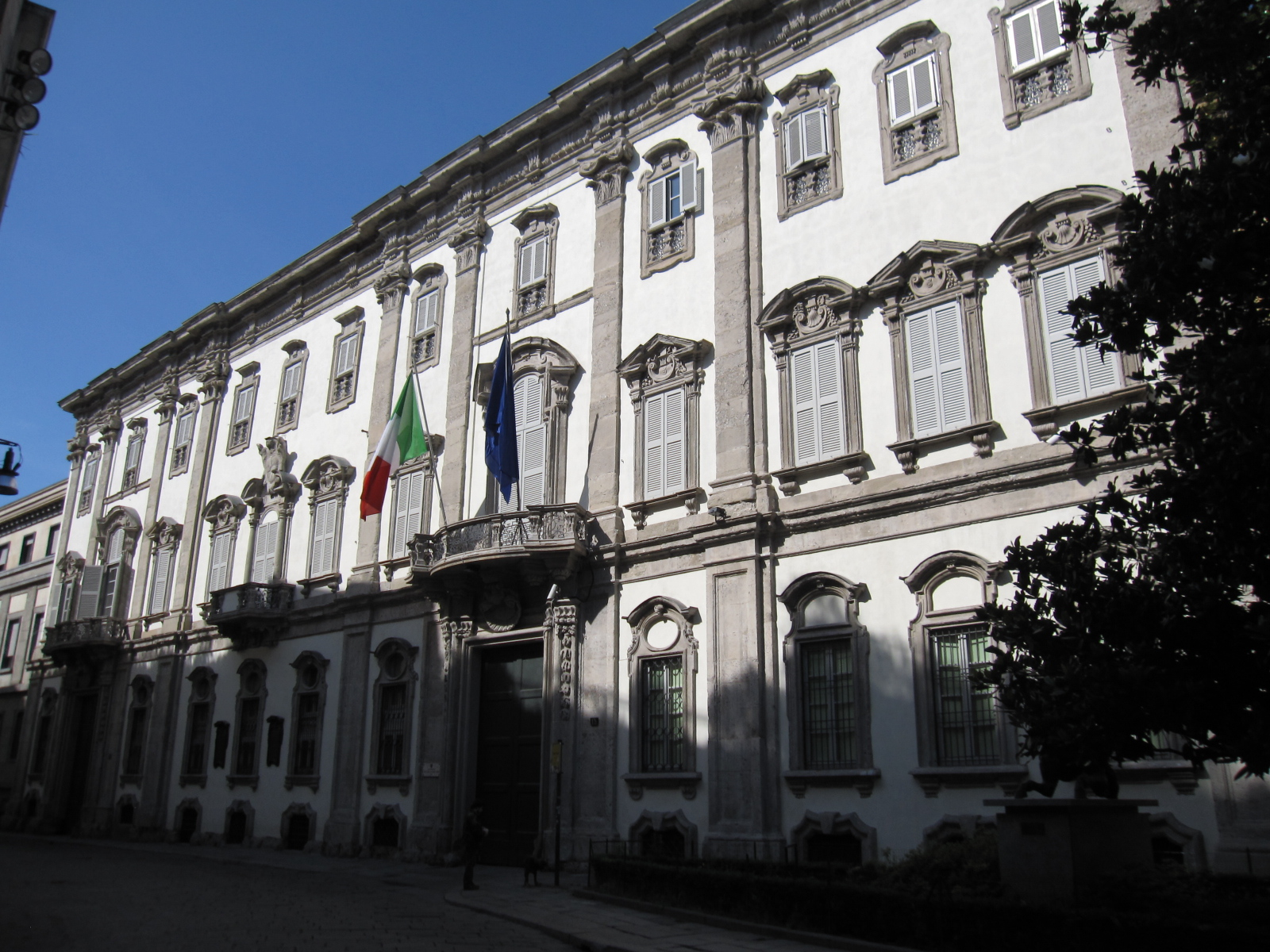
Палаццо Кузани, Милан
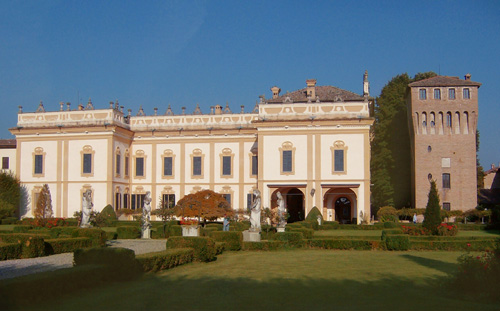
Вилла Грифони. Кастель-Габбьяно. Кремона, Ломбардия
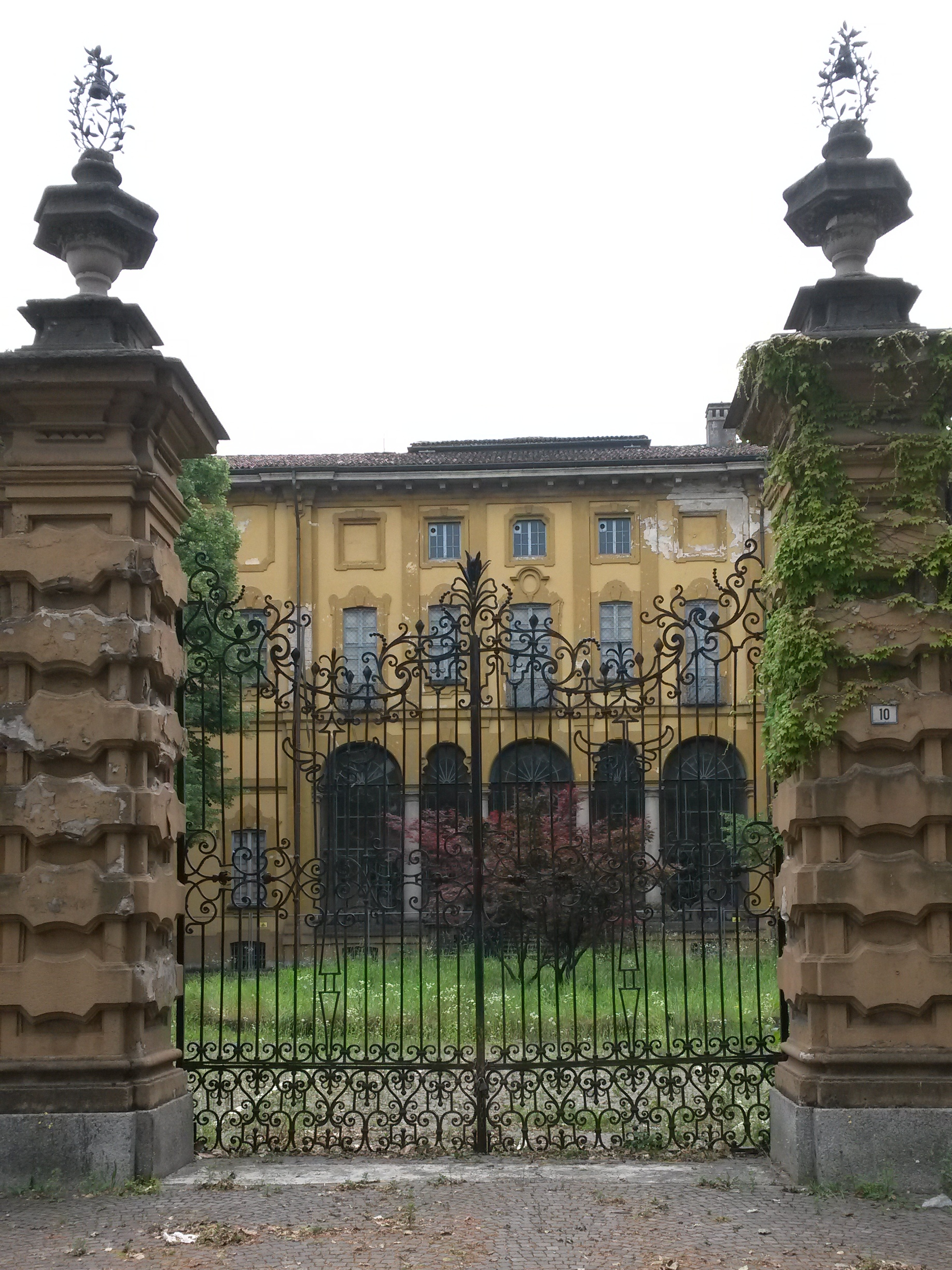
Вилла Алари Висконти. Чернуско-суль-Навильо, Ломбардия
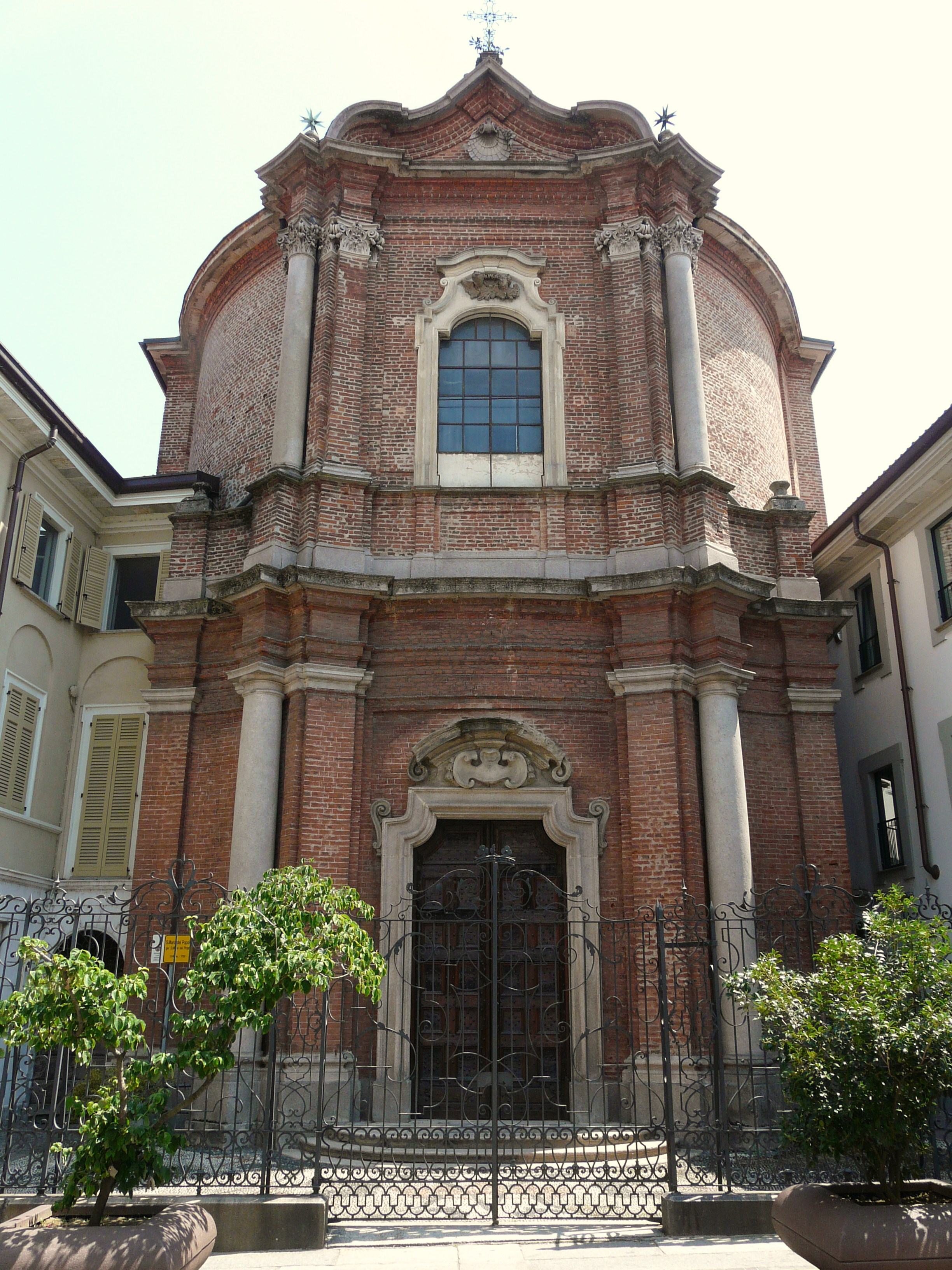
Церковь Санта-Мария-дель-Пополо. Виджевано, Ломбардия
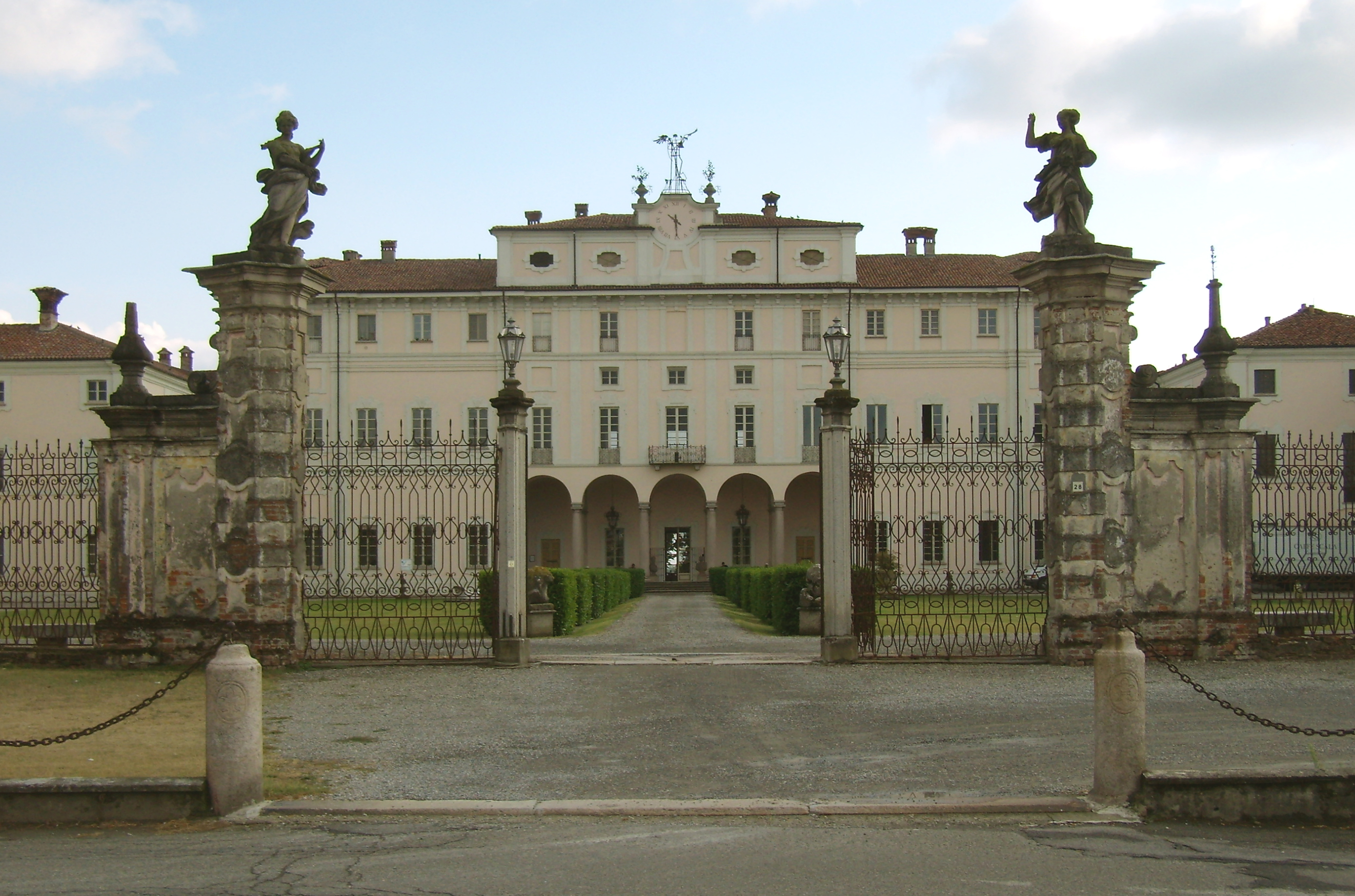
Вилла Кавацци в Орио-Литта
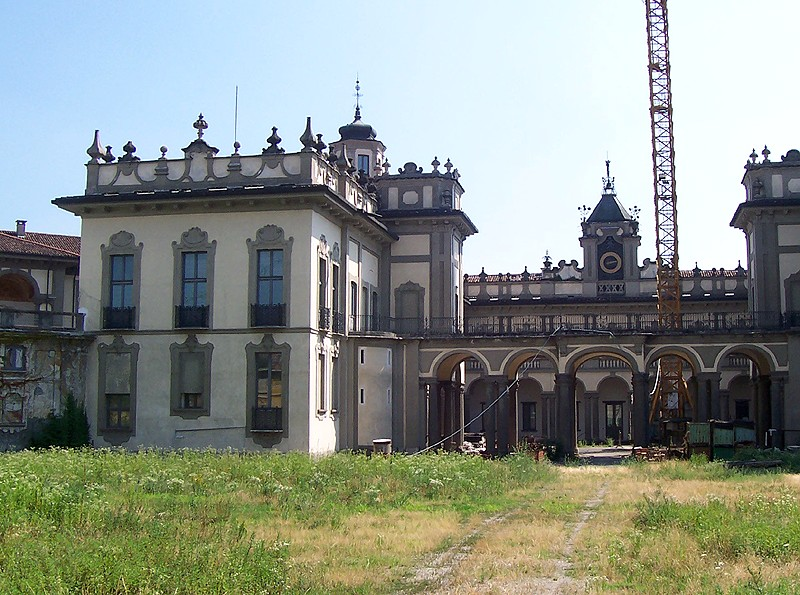
Палаццо Висконти. Бриньяно-Джера-д’Адда